# Guy Amouretti
Guy Amouretti (* 27. Februar 1925; † Juni 2011) war ein französischer Tischtennisspieler. Er wurde 1948 Vizeweltmeister mit der Mannschaft.
Amouretti gewann siebenmal die französischen Meisterschaften im Einzel (1944, 1948, 1953, 1954, 1955, 1957, 1959). 1960 wurde er mit RC France französischer Mannschaftsmeister. Zwischen 1947 und 1967 nahm er dreizehnmal an Weltmeisterschaften teil. Am erfolgreichsten waren der Silbermedaillengewinn 1948 mit der französischen Mannschaft. Im Einzel erreichte er 1948 und 1952 das Halbfinale.
In der ITTF-Weltrangliste 1947/48 belegte er Platz fünf, die nationale französische Rangliste führte er 1960 an.

## Turnierergebnisse
| Verband | Turnier           | Jahr | Ort       | Land | Einzel        | Doppel        | Mixed        | Team |
| ------- | ----------------- | ---- | --------- | ---- | ------------- | ------------- | ------------ | ---- |
| FRA     | Weltmeisterschaft | 1967 | Stockholm | SWE  | letzte 128    | letzte 128    | keine Teiln. |      |
| FRA     | Weltmeisterschaft | 1965 | Ljubljana | YUG  | letzte 64     | Scratched     | keine Teiln. |      |
| FRA     | Weltmeisterschaft | 1963 | Prag      | TCH  | letzte 256    | Scratched     | keine Teiln. |      |
| FRA     | Weltmeisterschaft | 1959 | Dortmund  | FRG  | letzte 64     | keine Teiln.  | keine Teiln. | 14   |
| FRA     | Weltmeisterschaft | 1957 | Stockholm | SWE  | letzte 128    | keine Teiln.  | keine Teiln. |      |
| FRA     | Weltmeisterschaft | 1955 | Utrecht   | NED  | letzte 32     | keine Teiln.  | keine Teiln. |      |
| FRA     | Weltmeisterschaft | 1954 | Wembley   | ENG  | letzte 64     | letzte 128    | keine Teiln. | 4    |
| FRA     | Weltmeisterschaft | 1953 | Bukarest  | ROU  | letzte 32     | letzte 64     | keine Teiln. | 3    |
| FRA     | Weltmeisterschaft | 1952 | Bombay    | IND  | Halbfinale    | letzte 16     | keine Teiln. | 5    |
| FRA     | Weltmeisterschaft | 1951 | Wien      | AUT  | letzte 64     | letzte 32     | letzte 32    | 4    |
| FRA     | Weltmeisterschaft | 1949 | Stockholm | SWE  | Viertelfinale | Viertelfinale | keine Teiln. | 5    |
| FRA     | Weltmeisterschaft | 1948 | Wembley   | ENG  | Halbfinale    | Scratched     | keine Teiln. | 2    |
| FRA     | Weltmeisterschaft | 1947 | Paris     | FRA  | letzte 16     | letzte 64     | keine Teiln. | 3    |